# Luca Cattapane

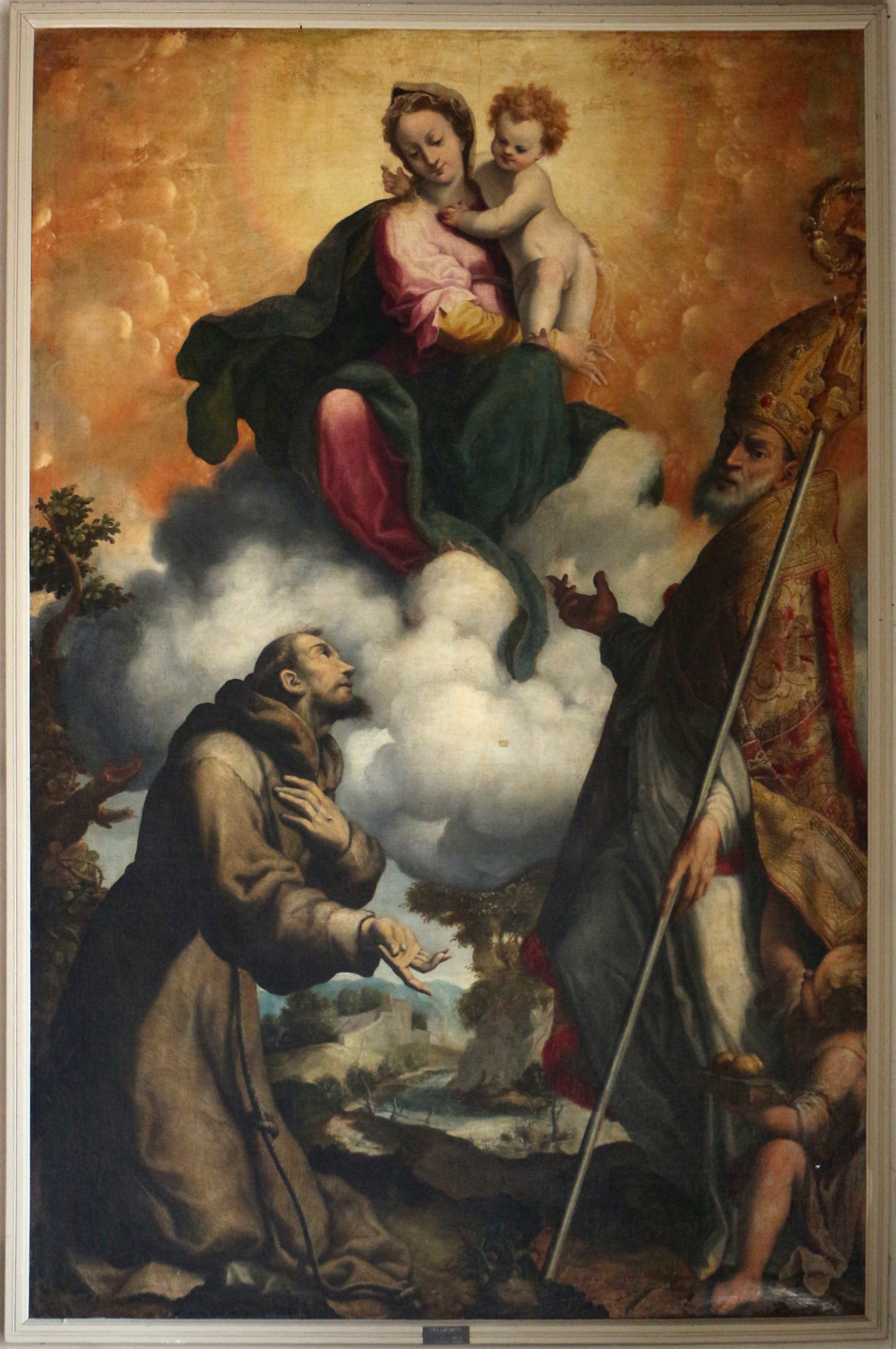
Madonna in gloria tra i santi Francesco e un santo vescovo

Luca Cattapane (Cremona, prima del 1560 – dopo il 1597) è stato un pittore italiano.

## Biografia
Scarse sono le notizie biografiche dell'artista sebbene abbia ottenuto e realizzato molte commissioni per le chiese di Cremona. Allievo del cremonese Vincenzo Campi, venne definito dallo storico Roberto Longhi, che lo ha scoperto, come piccolo Caravaggio mancato, ma come dirà lo storico stesso Senonchè chi poteva esser caravaggesco alla data che vi si legge, del 1597 [...]. 
Difficile quindi indicare quale fosse il rapporto con l'artista Lattanzio Gambara dal quale prese spunto per la realizzazione di alcune delle sue opere.
Tra le sue opere la Crocifissione con i santi Fermo, Girolamo e Gregorio magno realizzata per il Duomo di Cremona, pare che abbia, nell'immagine di san Fermo il ritratto stesso dell'artista.
Cattapane collaborò con molti artisti presenti a Cremona per la realizzazione della volta di numerose chiese del territorio e tanti dipinti furono realizzati per collezioni private. Molti di questi lavori sono andati perduti causa la soppressione degli edifici di culto, altri non sono stati a lui assegnati, ma molti sono i disegni ancora conservati, alcuni di questi sono in deposito presso la sezione disegni del museo degli Uffizi.

## Opere
- Decollazione del Battista realizzata per la chiesa di San Donato e trasferito a causa delle soppressioni napoleoniche a quella di Santa Maddalena di Cremona. Il dipinto era stato realizzato per l'altare che godeva del giuspatronato della famiglia Ripari, ed è datato e firmato, LUCA CATAPAN-F-1597. Il dipinto fu inserito negli atti della visita pastorale del vescovo Cesare Speciano dell'8 settembre 1600.[4] La tela è stata soggetta a restauro nel 2008 grazie al finanziamento della Banca Cremonese e il contributo dei docenti e degli allievi della scuola di restauro dell'Azienda Speciale.[5]
- Crocifissione con i santi Fermo, Girolamo e Gregorio magno datata 1593, per il duomo di Cremona,
- Madonna in gloria tra Gregorio XIV e i santi Paolo Eremita ed Antonio abate , sempre del 1593 per il duomo cremonese, opera firmata,
- Storie della Vergine per la volta della cappella del Rosario, della basilica di San Domenico, il contratto dell'opera era stato firmato nel 1597,
- Incoronazione della Vergine per la chiesa soppressa di San Bartolomeo
- Adorazione dei pastori 1600 circa, chiesa dei santi Gervasio e Protasio di Maleo
- Incoronazione della Vergine affresco per la cupola della cappella della Madonna del Carmine nella chiesa di San Bartolomeo poi soppressa.
- Figure laterali della Deposizione nel sepolcro  di Lattanzio Gambara, per la chiesa di San Pietro al Po,
- cappella dei santi Agostino e Gerolamo con la pala d'altare San Gerolamo penitente e sant'Agostino per l' abbazia dei Gerolamini firmata CATAPANE|CREMONESE|F. Molti sono i suoi lavori in questa chiesa, anche in forma collaborativa con altri artisti.
- Madonna in gloria tra i santi Francesco e un santo Vescovo conservato nel palazzo comunale di Cremona.
- Decollazione del Battista conservato nella pinacoteca cremonese e proveniente dalla collezione Longhi. Questa è una copia del quadro di Antonio Campi conservato nella chiesa di San Paolo Milano.